# Fontein van de Reus

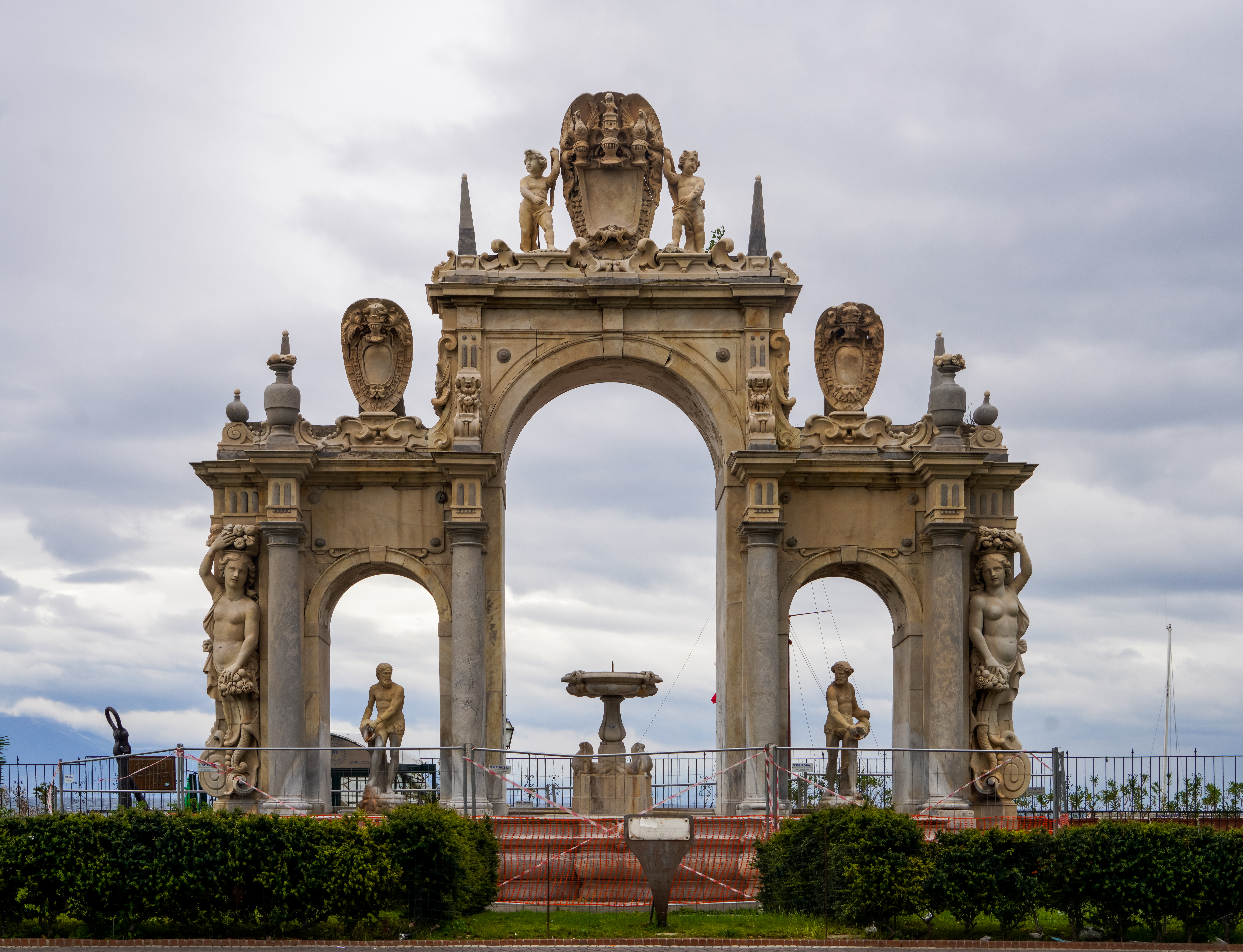
Fontein van de Reus in Napels

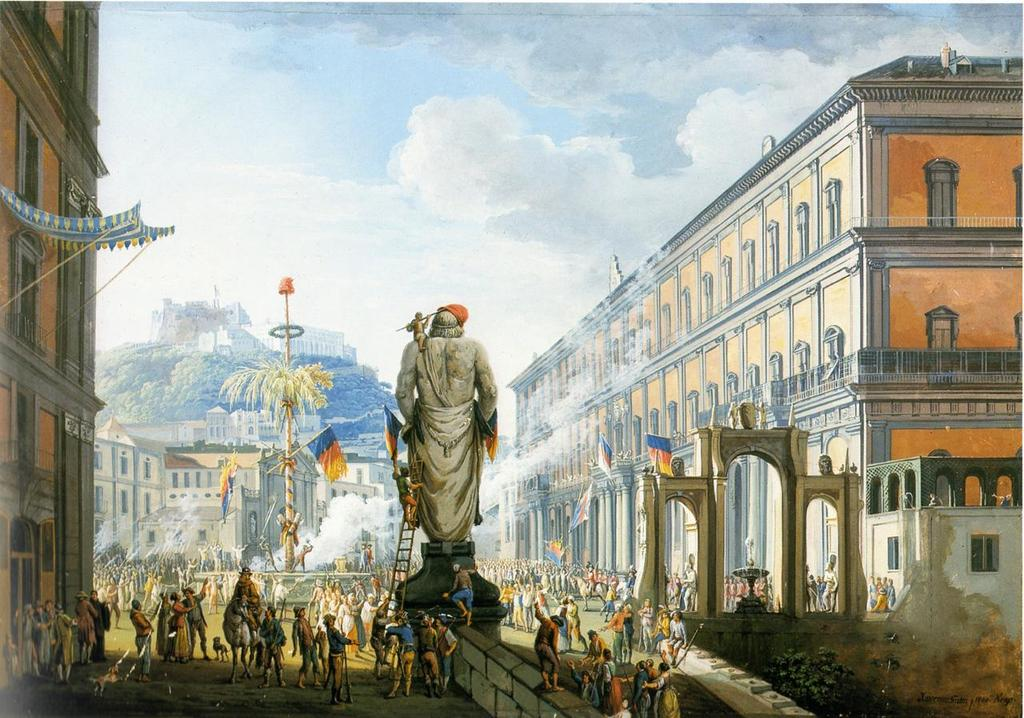
Zeus en de fontein naast het Koninklijk Paleis (rechts)

De Fontein van de Reus (begin 17e eeuw) staat in de Italiaanse stad Napels, aan de Via Partenope in de wijk San Ferdinando.

## Naam
De naam verwijst naar het beeld van Zeus, de Griekse oppergod. Oorspronkelijk stond de fontein tussen het Koninklijk Paleis en een beeld van Zeus. In het Italiaans is de naam Fontana del Gigante.

## Beschrijving
De fontein is uit marmer gemaakt. Ze bestaat uit drie bogen geplaatst op vier zuilen. De middelste boog is de hoogste en heeft een vaas als fontein. De vaas wordt geschraagd door twee sirenen. Onder elk van de zijbogen staat een figuur, waarschijnlijk een riviergod, die een zeemonster in bedwang houdt. Uit de bek van het monster spuit water in een zijbekken.
Boven de middelste boog staat het schild van de Spaanse Habsburgers, de vorsten van het Spaanse koninkrijk Napels destijds. Het schild is ondersteund door twee cherubijnen. Links en rechts ervan staat het wapenschild van de onderkoning en van de stad Napels. 
Aan de beide zijkanten van het monument staan twee kariatiden die de hoorn des overvloeds dragen.

## Historiek
In de jaren 1620 bestelde de onderkoning van Napels, don Antonio Álvarez de Toledo y Beaumont, hertog van Alva, de fontein. De opdracht kwam toe aan de architect-kunstenaars Pietro Bernini (1562-1629) en Michelangelo Naccherino (1550-1622); mogelijks werkten nog andere kunstenaars aan de fontein.
Bij aanvang stond de fontein naast het Koninklijk Paleis van Napels, verblijfplaats van de vicekoning. De fontein stond op de plek waar twee kloosters waren afgebroken. Ze verzinnebeeldde de toegang van de stad Napels tot de zee. Wanneer nadien een beeld van Zeus ernaast geplaatst werd, kreeg de fontein pas haar naam. Het beeld van Zeus werd aangetroffen in Cumae en naar Napels versleept (1670).
In de 19e eeuw verhuisde de fontein driemaal van plaats. Zo werd ze tijdelijk de Fontana dell'Immacolatella genoemd, omwille van de nabije Palazzo dell'Immacolatella. Sinds 1905 staat de Fontein van de Reus op haar definitieve plek: de open ruimte aan de Via Partenope tegenover het Hotel Excelsior. In de nabijheid staat het Castel dell'Ovo.